# 1771 en littérature
| Années de la littérature : 1768 - 1769 - 1770 - 1771 - 1772 - 1773 - 1774    |
| Décennies de la littérature : 1740 - 1750 - 1760 - 1770 - 1780 - 1790 - 1800 |

Cet article présente les faits marquants de l'année 1771 en littérature.

## Événements
- 9 avril : Pedro Antonio Correia Garção est arrêté dans la nuit sur ordre de Pombal ; il meurt en prison le 10 novembre 1772[1].

## Parutions
- Août : Charles Théveneau de Morande, Le Gazetier cuirassé : ou anecdotes scandaleuses de la Cour de France, Imprimé à cent lieües de la Bastille à l'enseigne de la liberté  (Londres), 1771 (présentation en ligne), chroniques scandaleuses de la Cour de France,  pamphlet satirique publié anonymement à Londres[2].

- Gramática de la lengua castellana : compuesta por la Real Academia Española, Por D. Joachin de Ibarra, Impresor (présentation en ligne), première édition.
- Johann Kaspar Lavater, Geheimes Tagebuch von einem Beobachter seiner selbst, vol. 1, Leipzig, Weidmanns erben und Reich, 1771 (présentation en ligne) (« Journal intime d’un observateur de soi-même »).
- Louis-Antoine Bougainville, Voyage autour du monde, Paris, chez Saillant & Nyon, 1771 (présentation en ligne).
- Antoine Bénézet, Some Historical Account of Guinea : Its Situation, Produce, and the General Disposition of Its Inhabitants An Inquiry into the Rise and Progress of the Slave Trade, Its Nature and Lamentable Effects, Philadelphie, J. Crukshank, 1771 (présentation en ligne) (« Description historique de la Guinée »). Huguenot français émigré en Amérique, il y enquête sur le commerce des esclaves et ses effets.

### Fictions
- 17 juin : Tobias Smollett, The Expedition of Humphry Clinker, London, Salisbury, William Johnston and Benjamin Collins, 1771 (présentation en ligne) (« L'Expédition de Humphry Clinker »)[3], roman épistolaire et picaresque en trois volumes.

- Sophie de La Roche, Geschichte des Fräuleins von Sternheim, Leipzig, Christoph Martin  Wieland, 1771 (présentation en ligne) (« Mémoires de mademoiselle de Sternheim »),  roman épistolaire.
- Louis-Sébastien Mercier, L'An 2440, rêve s'il en fut jamais, Londres, 1771 (présentation en ligne), roman d'anticipation.

- Friedrich Gottlieb Klopstock, Oden, Hamburg, Johann Joachim Chriſtoph Bode, 1771 (présentation en ligne) (« Les Odes »).
- Henry Mackenzie, The Man of Feeling, London, T. Cadell, 1771 (présentation en ligne).